# Supercritical Angle Fluorescence
Supercritical Angle Fluorescence (SAF) (dt.: Fluoreszenz oberhalb des kritischen Winkels) ist eine Methode der Mikroskopie zur fluoreszenzspektroskopischen Untersuchung biochemischer Spezies und Strukturen (Proteine, DNA, Zellen, Gewebe). Die getrennte Erfassung der oberhalb des kritischen Winkels abgestrahlten Fluoreszenz ermöglicht die spezifische Untersuchung des Kontaktbereichs der Probe mit dem Tragglas (Objektträger, Deckglas).

## SAF-Detektion

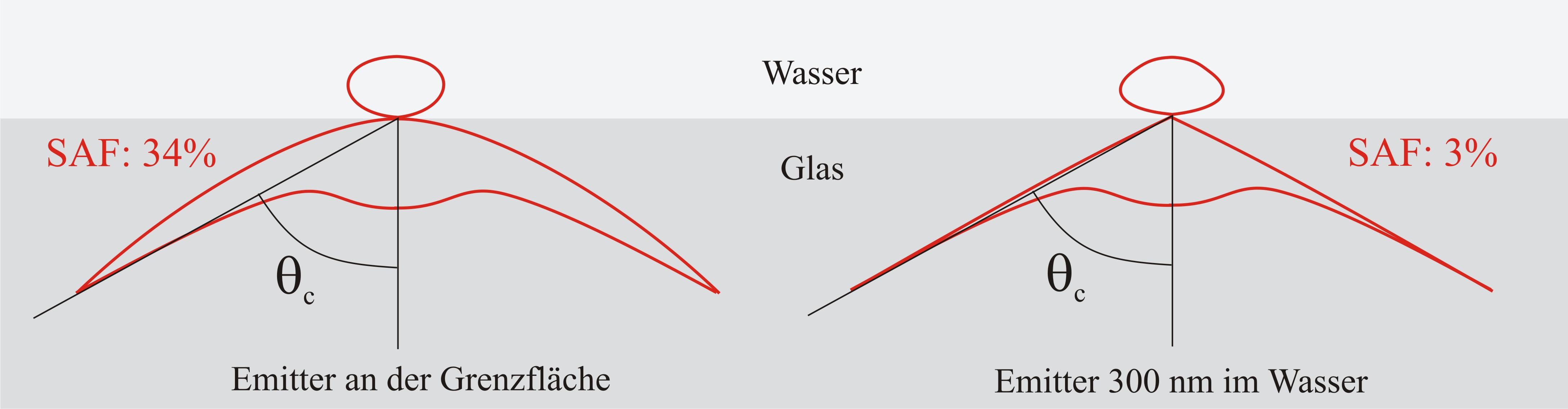
SAF Emission an der Wasser/Glas Grenzfläche

Das Abstrahlungsverhalten fluoreszierender Moleküle wird bei großer Nähe zu Grenzflächen zwischen dielektrischen Lichtwellenleitern verschiedener Brechungsindizes stark beeinflusst. Bei der Mikroskopie an biologischen Proben befindet sich der fluoreszierende Analyt zumeist in einem wässrigen Medium (Brechungsindex {\displaystyle n_{0}=1{,}33}) auf einem Deckglas ({\displaystyle n_{1}=1{,}52}). Der kritische Winkel {\displaystyle \theta _{\mathrm {c} }} der Wasser/Glas Grenzfläche beträgt ca. 61°. Fluoreszenzfarbstoffe mit einem Abstand zur Glasoberfläche von mehr als einer Wellenlänge emittieren kein Licht oberhalb von {\displaystyle \theta _{\mathrm {c} }} ins Glas. Bei kleineren Abständen, besonders im Bereich bis 300 nm, kommt es zur Entstehung von SAF, d. h. zur Fluoreszenzemission oberhalb des kritischen Winkels. Somit führt die getrennte Sammlung von SAF zu einer hohen Spezifität des Detektionsvolumens für die Grenzfläche.
Die unter großen Winkeln auftretende SAF-Emission übersteigt das Fassungsvermögen herkömmlicher auf Lichtbrechung basierter Linsensysteme. Die vollständige Erfassung der SAF-Emission wird mit einem Lichtwellenleiter der die SAF-Emission durch Totalreflexion an seiner parabolischen Mantelfläche zu einem parallelen Strahlenbündel kollimiert. Diese in der Forschungsgruppe von Stefan Seeger entwickelte Detektionstechnik bildet die Grundlage der SAF-Mikroskopie, aber auch die von Biosensoren und Nachweissystemen für die medizinische Diagnostik.

## SAF-Mikroskop
Für die SAF-Mikroskopie wird ein spezielles Mikroskopobjektiv verwendet, das einen parabolischen Lichtleiter sowie ein Linsensystem hoher numerischer Apertur beinhaltet. Das innere Linsensystem dient der Anregung der Probe und der Sammlung unterhalb des kritischen Winkels abgestrahlter Fluoreszenz, der äußere parabolische Lichtleiter zur Sammlung von SAF. Die getrennte, simultane Messung der oberhalb und unterhalb von {\displaystyle \theta _{\mathrm {c} }} abgestrahlten Fluoreszenz ermöglicht die parallele Mikroskopie mit zwei verschiedenen Auflösungen entlang der optischen Achse.